# Pseudopyrochroa donckieri
Pseudopyrochroa donckieri is een keversoort uit de familie vuurkevers (Pyrochroidae). De wetenschappelijke naam van de soort is voor het eerst geldig gepubliceerd in 1908 door Pic.